# Darrell Nulisch
Darrell Nulisch (Dallas (Texas), 14 september 1952) is een Amerikaanse blueszanger en -mondharmonicaspeler.

## Biografie
Hij groeide op met soulzangers als Otis Redding en Al Green, die hem inspireerden om een soortgelijk pad te volgen en aan zijn stem te werken. Zijn ouders namen hem mee naar bars toen 's zaterdags livemuziek werd gespeeld. Jimmy McCracklin en Freddie King waren ook favorieten uit zijn jeugd. Tijdens de jaren 1980 was hij een van de oprichters van de Rockets van Anson Funderburgh en zong hij ook een jaar met Mike Morgan & The Crawl en Ronnie Earl & The Broadcasters, met wie hij ook twee albums opnam.
In 1991 begon hij zijn solocarrière, verhuisde naar Boston en bracht albums uit die zijn ongelooflijke mondharmonicavaardigheden en gepassioneerde stem toonden. Nulisch werd ook zanger in de tourneeband van James Cotton, omdat Cotton niet langer kon zingen na een operatie. In 2001 werd I Like It That Way genomineerd voor het beste bluesalbum voor de Blues Music Award. In 2010 ontving hij een nominatie voor de Blues Music Award voor beste mannelijke soulblueszanger en het album Just for You werd in de categorie «Best Soulblues-album» geplaatst.

## Discografie

### Albums
- 1991: Orange Soda (Black Top Records) – Darrell Nulisch & Texas Heat
- 1991: Business as Usual (Black Top Records)
- 1996: Bluesoul (Higher Plane Music)
- 1998: Whole Truth (Severn Records)
- 2000: I Like It That Way (Severn Records)
- 2003: Times Like These (Severn Records)
- 2007: Goin' Back to Dallas (Severn Records)
- 2009: Just for You (Severn Records)

### Gastmuzikanten
- 1981: Anson Funderburgh & The Rockets Talk To You By Hand
- 1988: Ronnie Earl Soul Searchin'
- 1990: Hubert Sumlin Healing Feeling
- 1994: John Campbell Man & His Blues
- 1996: Otis Grand Perfume And Grime
- 1999: Beach Music Beat
- 2000: James Cotton Fire Down Under The Hill
- 2006: Anson Funderburgh Best Of Anson Funderburgh: Blast Off

### DVD
- Live At The Boston Blues Festival – Vol. 2

- Gemeinsame Normdatei: 134756592
- International Standard Name Identifier: 0000 0000 5553 9426
- Library of Congress Control Number: no98015619
- MusicBrainz: b1f3f1a1-e9a0-4e5c-90b5-eafd7aa857a3
- Système universitaire de documentation: 244097488
- Virtual International Authority File: 68542571
- WorldCat: E39PBJyCCwPtkVGBrdCPHcvJXd